# Пеи-Месен
Пеи-Месен (фр. Canton du Pays messin) — кантон на северо-востоке Франции в регионе Гранд-Эст (бывший Эльзас — Шампань — Арденны — Лотарингия), департамент Мозель, округ Мец. Впервые кантон образован 22 марта 2015 года в качестве административного центра для 50 коммун, в том числе и Курсель-Шоси.

## История
Кантон Пеи-Месен — новая единица административно-территориального деления Франции (департамент Мозель, округ Мец), созданная декретом от 18 февраля 2014 года. Новая норма административного деления вступила в силу на первых региональных (территориальных) выборах (новый тип выборов во Франции). Таким образом, единые территориальные выборы заменяют два вида голосования, существовавших до сих пор: региональные выборы и кантональные выборы (выборы генеральных советников). Первые выборы такого типа, на которых избирают одновременно и региональных советников (членов парламентов французских регионов) и генеральных советников (членов парламентов французских департаментов) состоялись в коммуне Курсель-Шоси 22 марта 2015 года. Эта дата официально считается датой создания нового кантона. Начиная с этих выборов, советники избираются по смешанной системе (мажоритарной и пропорциональной). Избиратели каждого кантона выбирают Совет департамента (новое название генерального Совета): двух советников разного пола. Этот новый механизм голосования потребовал перераспределения коммун по кантонам, количество которых в департаменте уменьшилось вдвое с округлением итоговой величины вверх до нечётного числа в соответствии с условиями минимального порога, определённого статьёй 4 закона от 17 мая 2013 года. В результате пересмотра общее количество кантонов департамента Мозель в 2015 году уменьшилось с 51-го до 27-ти.
Советники департаментов избираются сроком на 6 лет. Выборы территориальных и генеральных советников проводят по смешанной системе: 80 % мест распределяется по мажоритарной системе и 20 % — по пропорциональной системе на основе списка департаментов. В соответствии с действующей во Франции избирательной системой для победы на выборах кандидату в первом туре необходимо получить абсолютное большинство голосов (то есть больше половины голосов из числа не менее 25 % зарегистрированных избирателей). В случае, когда по результатам первого тура ни один кандидат не набирает абсолютного большинства голосов, проводится второй тур голосования. К участию во втором туре допускаются только те кандидаты, которые в первом туре получили поддержку не менее 12,5 % от зарегистрированных и проголосовавших «за» избирателей. При этом для победы во втором туре выборов достаточно простого большинства (побеждает кандидат, набравший наибольшее число голосов).

## Состав кантона
Новый кантон в составе нового округа Мец сформирован 22 марта 2015 года в качестве административного центра для 50 коммун в связи с ликвидацией кантонов Верни, Вижи, Монтиньи-ле-Мец и Панж. В результате административной реформы 23 коммуны переданы из состава упразднённого кантона Вижи; 19 коммун передано из состава упразднённого кантона Панж; 5 коммун передано из состава упразднённого кантона Монтиньи-ле-Мец и ещё 4 коммуны переданы из состава упразднённого кантона Верни. По данным INSEE, кантон Пеи-Месен включает в себя 50 коммун, площадь кантона — 375,92 км², численность населения — 39 552 человека (2013), плотность населения — 161,58 чел/км².
| Код INSEE | Коммуна      | Французское название | Почтовый индекс | Площадь, км² | Население (2013) | Плотность, чел/км² |
| --------- | ------------ | -------------------- | --------------- | ------------ | ---------------- | ------------------ |
| 57155     | Курсель-Шоси | Courcelles-Chaussy   | 57530           | 19,02        | 3054             | 161                |